# Дојбен
Дојбен (њем. Deuben) општина је у њемачкој савезној држави Саксонија-Анхалт. Једно је од 43 општинска средишта округа Бургенланд. Према процјени из 2010. у општини је живјело 1.098 становника. Посједује регионалну шифру (AGS) 15084095.

## Географски и демографски подаци
Дојбен се налази у савезној држави Саксонија-Анхалт у округу Бургенланд. Општина се налази на надморској висини од 179 метара. Површина општине износи 8,8 km². У самом мјесту је, према процјени из 2010. године, живјело 1.098 становника. Просјечна густина становништва износи 125 становника/km².

## Међународна сарадња
| Мјесто | Држава    | Врста сарадње | Од    |
| ------ | --------- | ------------- | ----- |
|        | Француска | партнерство   | 1996. |
|        | Француска | партнерство   | 1996. |
| Извор  |           |               |       |